# Ctrl + Alt + Suprimir

Un teclado QWERTY las teclas Ctrl + Alt + Suprimir destacadas.

Ctrl + Alt + Suprimir es un comando de teclado para los PC de IBM, el cual se ejecuta al pulsar la tecla Suprimir mientras se mantienen las teclas el Ctrl y Alt: «Ctrl + Alt + Suprimir».  Anteriormente en sistemas primitivos (antes de iniciarse el sistema operativo) o en DOS, Windows 3.0 y versiones previas de Windows o OS/2, dicha combinación reiniciaba el ordenador. A partir de Windows 95, la combinación ejecutaba el administrador de tareas.

## BIOS
Por defecto, cuando el sistema operativo está ejecutándose en modo real (o en un entorno sin sistema operativo), esta combinación es interceptada por la BIOS. La BIOS reacciona y realiza un reinicio suave.
Algunos ejemplos de esos sistemas son DOS, Windows 3.0 en modo estándar, así como versiones más primitivas de Windows.

## Windows

### Windows con DOS

Ventana de cierre de programa en Windows 9x.

En Windows 9x y Windows 3.0 en el modo mejorado 386, la combinación está reconocida por el controlador de dispositivo. Según el valor de la opción de reinicio local en la sección «386Enh» de system.ini, Windows actuará de una forma u otra.

## Mac
En macOS no existe el comando Ctrl + Alt + Suprimir, en su lugar está la combinación ⌘ Command+Option+Esc para cerrar un panel. O Control+⌘ Command+Power para reiniciar el equipo.
El servidor Mac OS X original tenía un huevo de Pascua que surgía al pulsar Control+Option+Delete y mostraba un mensaje de aviso diciendo «¡Esto no es DOS!».

## Linux

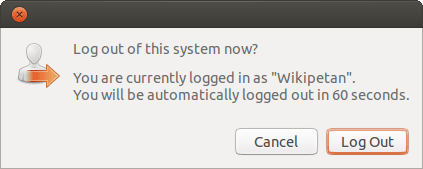
El resultado de pulsar dicha combinación en Ubuntu v12.10.

En algunos sistemas operativos de Linux como Ubuntu y Debian, Ctrl + Alt + Suprimir es un atajo para cerrar la sesión.
En el servidor Ubuntu, se usa para reiniciar un equipo sin cerrar sesión.

## Equivalentes en varias plataformas
| Plataforma                  | Combinación de teclas                                            | Función |
| --------------------------- | ---------------------------------------------------------------- | --- |
| Amiga                       | Ctrl+Left Amiga+Right Amiga                                      | Activa un reinicio de hardware por enviar una señal de reiniciación al sistema. |
| BIOS                        | Ctrl+Alt+Delete                                                  | Activa un reinicio suave. |
| DOS + KEYB                  | Ctrl+Alt+Delete                                                  | Activa un reinicio suave. Algunos administradores de memoria 386 lo pueden interceptar y convertir en un reinicio rápido. |
| DOS + K3PLUS o FreeKEYB     | ⇧ Mayús+Ctrl+Alt+Delete                                          | Activa un reinicio suave con inicialización de memoria (también llamado «reinicio en frío») |
| DOS + K3PLUS o FreeKEYB     | LShift+RShift+Ctrl+Alt+Delete                                    | Activa un reinicio duro. |
| Windows 3.x                 | Ctrl+Alt+Delete                                                  | Cierra los programas que no respoden. |
| Windows 9x                  | Ctrl+Alt+Delete                                                  | Abre la ventana de cerrar programa. |
| Windows NT familia          | Ctrl+⇧ Mayús+Esc                                                 | Abre el administrador de tareas de Windows. |
| Windows NT familia          | Ctrl+Alt+Delete                                                  | - Antes de iniciar sesión: pone la pantalla de iniciar sesión. - Después de iniciar sesión: abre el administrador de tareas. |
| Windows NT familia          | Ctrl+Bloq Núm (2 veces)                                          | Si está habilitado, causa un Pantallazo azul. |
| Windows NT familia          | Ctrl+Alt+End                                                     | Utilizado en Servicios Terminales para enviar la orden a la aplicación de sesión / remota: - Antes de logon (cuando no utilizando Autentificación de Nivel de la Red): Trae arriba del login pantalla (secuencia de atención segura) - Después de logon: Trae arriba de Seguridad de Ventanas |
| OS/2                        | Ctrl+Esc                                                         | Trae arriba de la Lista de Ventana (desbloqueando la entrada síncrona queue) |
| OS/2                        | Ctrl+Alt+Delete                                                  | Activa un reinicio blando. |
| OS/2                        | Ctrl+Alt, NumLock (twice)                                        | Detiene el sistema. |
| TOS (1.4 y más alto), MENTA | Ctrl+Alt+Delete                                                  | Activa un reinicio blando sin inicialización de memoria. |
| TOS (1.4 y más alto), MENTA | RShift+Ctrl+Alt+Delete                                           | Activa un reinicio blando con inicialización de memoria. |
| Linux                       | Ctrl+Alt+Delete                                                  | Activa un reinicio suave. |
| Linux                       | Alt+SysRq+function key                                           | REInicia SUBnormal: Según la tecla, activa una función de nivel de seguridad bajo. |
| macOS                       | Option+Command+Esc                                               | Fuerza el cierre de las aplicaciones. |
| macOS                       | ⌘ Cmd+⌃ Control+⏏ Media Eject                                    | Cierra todo y se reinicia. |
| macOS                       | ⌘ Cmd+Option+⌃ Control+⏏ Media Eject                             | Cierra todo y se apaga. |
| macOS                       | Control+⏏ Media Eject                                            | Muestra las opciones de reiniciar, suspender y apagar. |
| macOS                       | Control+Command+Power                                            | Reinicia el ordenador al instante. |
| BeOS                        | Ctrl+Alt+⇧ Mayús and click an application's entry in the Deskbar | Cierra la aplicación. |
| Xfce                        | Ctrl+Alt+Esc + click on window                                   | Cierra la aplicación (invoca xkill). |
| Xfce                        | Ctrl+Alt+Delete                                                  | Bloquea la pantalla e invoca el salvapantallas. |
| Sistema de Windows X        | Ctrl+Alt+Backspace                                               | Cierra inmediatamente el servidor X. |
| Amstrad PCW En CP/M         | ⇧ Mayús+Extra+Exit                                               | |